# Don Coppersmith
Don Coppersmith (...) è un crittografo e matematico statunitense. Ha partecipato alla progettazione del cifrario a blocchi DES presso l'IBM, ed in particolare a quella delle S-box, rafforzandole contro la crittanalisi differenziale. Ha inoltre lavorato su algoritmi per calcolare i logaritmi discreti, alla crittoanalisi del cifrario RSA, a metodi per la moltiplicazione rapida di matrici (vedi algoritmo di Coppersmith-Winograd) e al cifrario MARS di IBM. Coppersmith è anche co-progettatore dei cifrari SEAL e Scream.
Nel 1972 Coppersmith ha ottenuto la laurea in matematica al Massachusetts Institute of Technology, mentre presso l'Università Harvard ha ottenuto la laurea di specializzazione nel 1975 ed il dottorato nel 1977. Nel 1998 ha dato vita a Ponder This, una rubrica mensile pubblicata sul sito di IBM e dedicata a rompicapo e problemi matematici; dal 2005 la rubrica è gestita da James Shearer.
Nel 2002 Coppersmith ha vinto il premio RSA Security Award for Mathematics; è stato poi anche impiegato presso il Centro per le Ricerche sulle Comunicazioni di Princeton.